# Ich hab mich ergeben
Ich hab mich ergeben est un chant populaire allemand. 

## Historique
Créé par le philologue médiéviste Hans Ferdinand Maßmann (1797-1874), ce chant a été publié vers 1820, dans le recueil de chants populaires et patriotiques intitulé Gelübde. 
Ce chant a été utilisé comme hymne national de la République fédérale d’Allemagne de 1949 à 1952.

## Texte

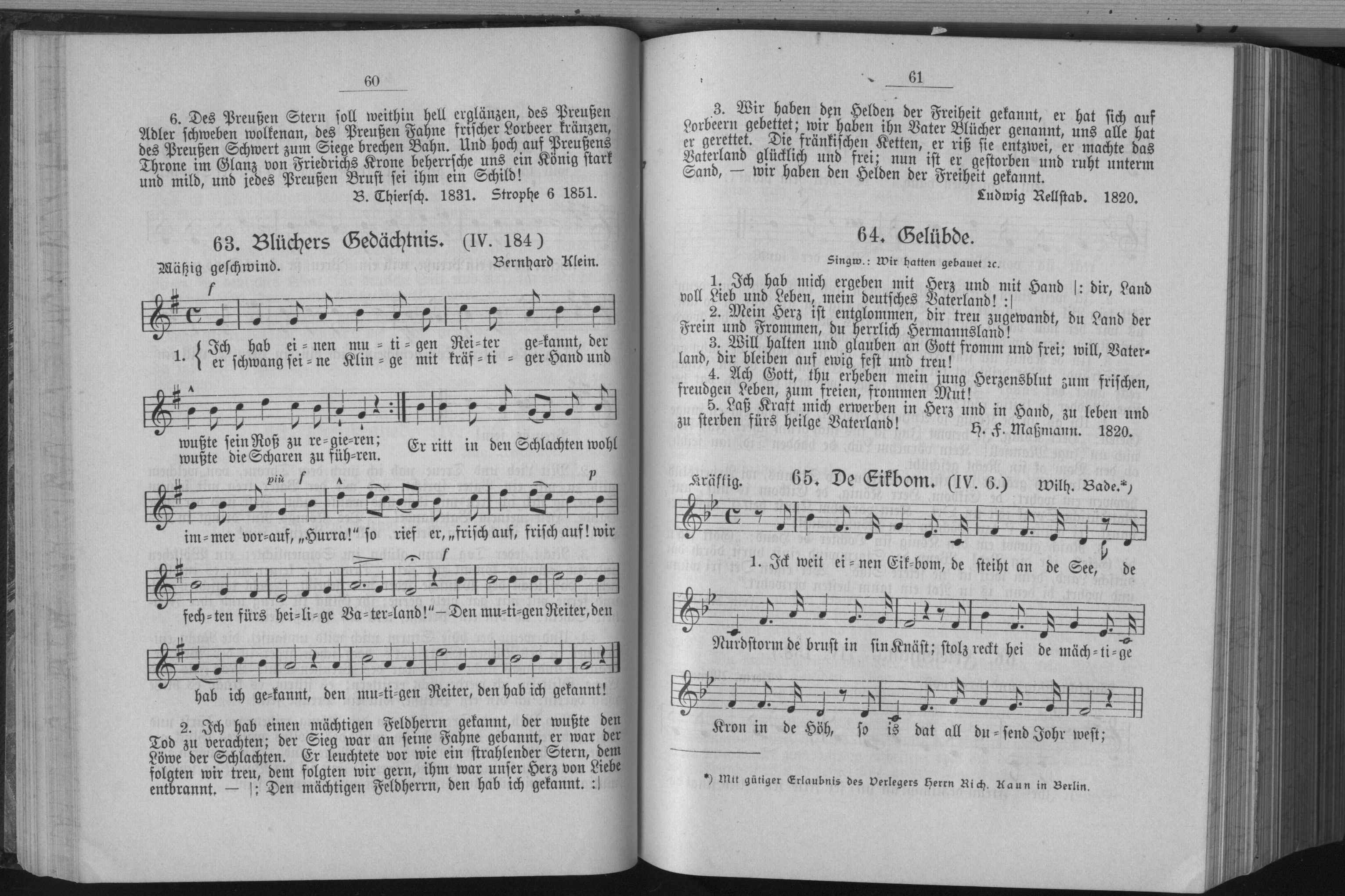
Les paroles du Lied, sous son titre originel Gelübde

Texte :
| 1. Ich hab mich ergeben Mit Herz und mit Hand, Dir Land voll Lieb’ und Leben Mein deutsches Vaterland! 2. Mein Herz ist entglommen, Dir treu zugewandt, Du Land der Frei’n und Frommen, Du herrlich Hermannsland! 3. Du Land, reich an Ruhme, Wo Luther erstand, Für deines Volkes Tume Reich ich mein Herz und Hand! | 4. Ach Gott, tu erheben Mein jung Herzensblut Zu frischem freud’gem Leben, Zu freiem frommem Mut! 5. Will halten und glauben an Gott fromm und frei will Vaterland dir bleiben auf ewig fest und treu. 6. Lass Kraft mich erwerben in Herz und in Hand, zu leben und zu sterben fürs heil’ge Vaterland! |

## Source
- Joachim Burkhard Richter: Hans Ferdinand Maßmann: Altdeutscher Patriotismus im 19. Jahrhundert. Walter de Gruyter, 1992 (p. 111–121).